# Nucula hanleyi
De gestreepte parelmoerneut (Nucula hanleyi) is een tweekleppigensoort uit de familie van de Nuculidae. De wetenschappelijke naam van de soort werd in 1931 voor het eerst geldig gepubliceerd door Winckworth.

## Beschrijving
De gelijkmatig gevouwen, enigszins opgeblazen schelp van Nucula hanleyi is driehoekig-eivormig in omtrek; de maximale lengte is 18 millimeter. Het is langer dan hoog en bereikt ongeveer viervijfde van zijn lengte in hoogte. De versiering op de schelp bestaat uit talrijke, zeer fijne en dicht op elkaar staande, radiale lijnen of fijne ribben, die naar de rand toe duidelijker worden. Ze kruisen elkaar met concentrische groeistroken en enigszins grove stroken groeionderbrekingen. Het periostracum is glad en heeft een zijdemat oppervlak. Het is grijsgroen tot olijfgroen van kleur, soms donkerbruin, en oranje of rode striemen, paarsgrijze lijnen of banden komen vaak voor. Af en toe zijn er ook donkere concentrische banden. De achterkant vertoont ook vaak vlekken van mangaanafzettingen. De stevige schelp is witachtig en witachtig grijs, van binnen een parelmoerkleur.

## Verspreiding
Het verspreidingsgebied van Nucula hanleyi strekt zich uit van het eiland Man naar het zuiden tot aan de Middellandse Zee. Het leeft op fijn zand bestaande uit schelpfragmenten en komt voor op waterdieptes van ongeveer 40 meter tot 90 meter.
Acila: 
†cobboldiae · 
Ennucula:
tenuis

Nuculoma: 
†haesendoncki · 
†laevigata · 
tenuis

Nucula: 
†fragilis convexior · 
†hanleyi · 
†mixta · 
nitidosa · 
nucleus · 
sulcata ·
trigonula